# Aufidia de ambitu
Aufidia de ambitu va ser una llei romana aprovada el 692 de la fundació de Roma (61 aC), quan eren cònsols Marc Pupi Pisó i Marc Valeri Messal·la Níger a proposta del tribú de la plebs Aufidi Lurcó. Anava destinada a combatre l'anomenat Ambitus, i a castigar les tendències a subornar les tribus durant els Comicis romans. La llei establia que la simple promesa de diners quedava exclosa del càstig, però l'entrega de qualsevol quantitat comportava el pagament vitalici (mentre visqués l'autor del suborn) de tres mil sestercis a cadascuna de les tribus.